# Jody Craddock
Jody Darryl Craddock (Redditch, Inglaterra, 25 de julio de 1975) es un exfutbolista inglés que jugaba como defensa y se retiró en el Wolverhampton Wanderers F. C., dónde paso diez años de su carrera.

## Clubes
| Club                            | País       | Año       |
| ------------------------------- | ---------- | --------- |
| Christchurch F. C.              | Inglaterra | 1992-1993 |
| Cambridge United F. C.          | Inglaterra | 1993-1997 |
| Sunderland A. F. C.             | Inglaterra | 1997-2003 |
| Sheffield United F. C. (cedido) | Inglaterra | 1999      |
| Wolverhampton Wanderers F. C.   | Inglaterra | 2003-2013 |
| Stoke City F. C. (cedido)       | Inglaterra | 2007      |

## Vida personal
Después de terminar su carrera como futbolista, inició una nueva etapa como artista de retratos, grafiti y obras fotorrealistas. Su primera exposición, "Le Bellezza Della Fusione", fue inaugurada en noviembre de 2015 en la Antidote Art Gallery, ubicada en localidad de Lutterworth, en el condado de Leicestershire (Reino Unido).